# Mistrzostwa Ukrainy w piłce nożnej (2004/2005)
Mistrzostwa Ukrainy w piłce nożnej – sezon 2004/2005 – XIV Mistrzostwa Ukrainy, rozgrywane systemem jesień – wiosna, w których 16 zespołów Wyszczej Lihi walczyli o tytuł Mistrza Ukrainy. Był wprowadzony turniej dublerów. Persza Liha składała się z 18 zespołów. Druha Liha w grupie A liczyła 15 zespołów, w grupie B – 14 zespołów, a w grupie W – 15 zespołów.
- Mistrz Ukrainy: Szachtar Donieck
- Wicemistrz Ukrainy: Dynamo Kijów
- Zdobywca Pucharu Ukrainy: Dynamo Kijów
- Zdobywca Superpucharu Ukrainy: Szachtar Donieck
- start w eliminacjach Ligi Mistrzów: Szachtar Donieck, Dynamo Kijów
- start w Pucharze UEFA: Metałurh Donieck, Dnipro Dniepropietrowsk
- awans do Wyszczej Lihi: Stal Ałczewsk, FK Charków
- spadek z Wyszczej Lihi: Obołoń Kijów, Borysfen Boryspol
- awans do Pierwszej Lihi: Enerhetyk Bursztyn, FK Berszad, Krymtepłycia Mołodiżne, Helios Charków
- spadek z Pierwszej Lihi: Nafkom Browary, MFK Mikołajów, Polissia Żytomierz
- awans do Druhiej Lihi: Jedność Płysky, Sokił Brzeżany, Chimik Krasnoperekopsk, Kremiń Krzemieńczuk
- spadek z Druhiej Lihi: Spartak-2 Kałusz, Metalist-2 Charków, Worskła-2 Połtawa

- Premier-liha (2004/2005)
- II liga ukraińska w piłce nożnej (2004/2005)
- III liga ukraińska w piłce nożnej (2004/2005)